# Naoki Nakamura
Naoki Nakamura (jap. 中村 直幹, Nakamura Naoki; * 19. September 1996 in Rumoi, Hokkaidō) ist ein japanischer Skispringer.

## Werdegang
Naoki Nakamura begann seine Profikarriere als Skispringer im Rahmen zweier FIS-Springen am 1. und 3. März 2013 in Sapporo, bei denen er 36. und 48. wurde. Seine nächsten Wettbewerbe bestritt er jedoch erst wieder im September 2013 im Rahmen des FIS Cups in Râșnov, hierbei belegte er den 21. und den 11. Platz. In der Saison 2014/15 debütierte Nakamura im Continental Cup bei zwei Springen am 16. und 17. Januar 2015 in Sapporo und belegte hier die Plätze 24. und 53. Weitere Einsätze in FIS Cup und Continental Cup folgten, bis Nakamura schließlich in der Saison 2015/16 am 30. und 31. Januar 2016 in Zakopane sein Weltcupdebüt gab. Hier erreichte er den 38. und den 25. Platz.
Bei den Nordischen Junioren-Skiweltmeisterschaften 2016 in Râșnov gewann Nakamura im Teamwettbewerb mit Masamitsu Itō, Yūken Iwasa und Ryōyū Kobayashi die Bronzemedaille.
Bei der Winter-Universiade 2017 in Almaty gewann Nakamura die Goldmedaille im Einzelwettbewerb vor Michail Maximotschkin und Thomas Lackner, sowie den Mixedwettbewerb mit seiner Landsfrau Haruka Iwasa vor Tschechien und der zweiten japanischen Mannschaft. Drei Wochen später konnte er bei den Winter-Asienspielen in Sapporo ebenfalls den Einzelwettbewerb von der Großschanze und zudem mit seinen Landsleuten Masamitsu Itō, Yūken Iwasa und Yukiya Satō auch den Mannschaftswettbewerb für sich entscheiden.
Am 17. August 2019 konnte er im polnischen Zakopane mit der japanischen Mannschaft das Grand-Prix-Teamspringen gewinnen und damit seinen ersten Erfolg auf Topniveau feiern.
Bei den Olympischen Winterspielen 2022 in Peking wurde er auf der Normalschanze 38. und von der Großschanze 29. Mit dem japanischen Herrenteam wurde er im Mannschaftswettbewerb Fünfter.

## Erfolge

### Grand-Prix-Siege im Team
| Nr. | Datum           | Ort      | Typ         |
| --- | --------------- | -------- | ----------- |
| 1.  | 17. August 2019 | Zakopane | Großschanze |

## Statistik

### Weltcup-Platzierungen
| Saison  | Platz | Punkte |
| ------- | ----- | ------ |
| 2015/16 | 67.   | 006    |
| 2017/18 | 69.   | 002    |
| 2018/19 | 39.   | 072    |
| 2019/20 | 43.   | 039    |
| 2020/21 | 34.   | 111    |
| 2021/22 | 31.   | 196    |
| 2022/23 | 24.   | 275    |
| 2023/24 | 56.   | 015    |
| 2024/25 | 25.   | 212    |

### Grand-Prix-Platzierungen
| Saison | Platz | Punkte |
| ------ | ----- | ------ |
| 2018   | 27.   | 071    |
| 2019   | 06.   | 225    |
| 2021   | 62.   | 018    |
| 2022   | 13.   | 087    |
| 2024   | 21.   | 117    |